# Tuolpukkarivier
De Tuolpukkarivier (Zweeds: Tuolpukkajåkka of Tuolpukkajohka) is een rivier die stroomt in de Zweedse  gemeente Kiruna. De Tuolpukkarivier verzorgt de afwatering van het Tuolpukkajärvi en de berghellingen van de Tuolpukka (berg hoger dan 700 meter). Ze stroomt naar het zuidoosten en levert haar water in bij de Rienakkarivier. Ze is ongeveer 12,5 kilometer lang.
Afwatering: Tuolpukkarivier → Rienakkarivier → Birtimesrivier → (Vittangimeer) → Vittangirivier → Torne → Botnische Golf